# 광주 원효사 출토 유물
원효사 출토 유물(元曉寺 出土 遺物)은 광주광역시 북구 금곡동, 원효사 대웅전을 신축하던 중 발견된 유물들이다. 1987년 12월 31일 광주광역시의 유형문화재 제8호로 지정되었다.

## 개요
신라 문무왕(재위 661∼681) 때 원효가 머물렀다는 광주 무등산에 있는 원효사 대웅전을 신축하던 중 발견된 유물들이다. 수 백점이 발굴되었으나 그 중 금동·청동불상 12점, 소조불상 18점, 청동거울 2점이 문화재로 지정되었다. 근래에 8∼9세기의 해무리굽 청자 조각이 발견되어, 이 절의 창건연대를 높이는 단서가 되었으며, 조선시대 분청사기의 파편들이 다수 발견되어 학계의 주목을 받고 있다.
금동·청동불상들은 대부분 부식상태가 심하여, 다른 불상이 가지고 있는 몸 뒤의 광채 즉, 광배와 받침인 좌대를 잃어 버렸다. 불상들은 10cm 내외의 서 있는 것으로, 통일신라에서 조선시대까지 만들었다. 보살상과 동자 2점을 제외한 모든 불상이 손바닥을 앞으로 하고 왼쪽은 손가락을 위로, 오른쪽은 아래로 향하고 있다.
원효사의 발굴유물 대부분이 진흙으로 빚어 만든 소조불상들로 100여점이 넘는다. 그 가운데 비교적 원래 모습에 가까운 18점을 문화재로 지정하였다. 고려시대에 만든 것으로, 머리모양 수법이 비슷하다. 발굴 당시의 조각들을 모아 복원한 결과 머리높이 10.5cm, 상체 10cm, 하체 6.5cm로 전체 높이 27cm 가량의 불상들로 밝혀졌다. 이들 소조불의 발견으로 원래 원효사에 천불전이 있었던 것으로 보인다.
청동거울 중 2마리 용이 새겨진 거울은 조각이 섬세하고 정교하다. 중심에는 2겹으로 된 연꽃을 새겼고, 그 밖으로 2마리의 용을, 외곽에는 구름무늬를 새겼다. 가운데 있는 2마리 용은 서로 반대 방향에서 꿈틀 거리는 모습이며, 예리한 발톱을 가지고 있고 여의주로 보이는 2개의 구슬이 돋아나게 새겼다. 또 다른 백색의 거울은 무늬가 없으며 별 특징이 없다. 이 2점의 거울은 고려시대 공예 조각연구에 매우 중요한 자료가 되고 있다.

## 같이 보기
- 원효사

## 참고 자료
- 원효사출토유물 - 국가유산청 국가유산포털